# The Prettiest Star
"The Prettiest Star" é uma canção do músico britânico David Bowie, originalmente lançada como single em março de 1970.
Em janeiro de 1970, Bowie regravou uma antiga faixa lançada pela Deram records, "London Bye Ta Ta", que seria o single seguinte a "Space Oddity". Apesar disso, as sessões de regravação acabaram criando uma nova faixa chamada "The Prettiest Star", que Bowie escreveu para Angela Barnett. Diz-se que Bowie tocou a canção pelo telefone como parte de seu pedido de casamento para Barnett. Na faixa, há o estilo de dança grego "hasapiko", como homenagem à origem cipriota de Angie. Ele escolheu a canção como seu próximo single, para o desagrado do seu empresário Kenneth Pitt, que preferia "Londres Bye Ta Ta".
A guitarra da faixa é de Marc Bolan, que, nos próximos anos, disputaria com Bowie a coroa de rei do glam rock. O produtor Tony Visconti, que juntou os dois aspirantes a estrelas pop no estúdio, lembrou que a sessão correu bem até o final, quando June, mulher de Bolan, disse a Bowie: "Marc é muito bom para com você, por gravar isso!"
Embora tenha sido bem recebido pela crítica, o single vendeu menos de 800 cópias, uma grande decepção se comparado ao sucesso de "Space Oddity". Uma versão mais influenciada pelo glam, gravada em Nova York em dezembro de 1972, foi incluída no álbum Aladdin Sane, com Mick Ronson recriando quase totalmente a parte da guitarra.

## Faixas
1. "The Prettiest Star" (David Bowie) – 3:09
2. "Conversation Piece" (Bowie) – 3:05

## Créditos de produção
- Produtor:
  - Tony Visconti
- Músicos (versão de 1970):
  - David Bowie - vocais, violão
  - Marc Bolan - guitarra elétrica
  - Tony Visconti - baixo, arranjo de cordas
  - John Cambridge - bateria
  - Derek Austin - Órgão Hammond

Tim Renwick, John "Honk" Lodge e John Cambridge eram do grupo Junior's Eyes, que serviu brevemente como banda de apoio de Bowie para apresentações ao vivo e para uma sessão na BBC Radio em outubro de 1969.
- Músicos (versão de Aladdin Sane, de 1973):
  - David Bowie - vocal principal, violão
  - Warren Peace - vozes de apoio, palmas
  - Mick Ronson - guitarra, vocal de apoio
  - Trevor Bolder - baixo
  - David Sanborn - saxofone tenor
  - Mike Garson - piano
  - Woody Woodmansey - bateria